# Sulfito ácido de potasio
El Sulfito ácido de potasio o bisulfito de potasio es una sal de potasio cuya fórmula es KHSO3. Por sus propiedades fungicidas se emplea en la industria alimentaria como conservante, en cuyo caso aparece con el código: E 228. Se lo usa sobre todo en la muchos penas grandes  elaboración del vino.

## Propiedades
Se presenta en forma de polvo blanco poco estable. Reacciona fácilmente con el oxígeno de la atmósfera para proporcionar sulfato de potasio. Se solubiliza fácilmente en agua y presenta una solución clara y trasparente. Por regla general se emplea en la industria química por ser un agente reductor. Se elabora al hacer pasar dióxido de azufre a través de una solución de hidróxido potásico. 

## Usos
Se emplea como conservante alimentario en la producción de conservas de frutas y en la elaboración del vino. En la producción de bebidas alcohólicas se emplea como agente esterilizante. En la fotografía suele emplearse como agente fijador.

## Salud
Las personas sensibles a los sulfitos deben evitar su ingesta. El sulfito ácido de potasio es procesado, tras su ingestión, en el hígado humano produciendo un tipo de sulfato inofensivo que es finalmente excretado en la orina. 